# Morskie Oko (Gorce)
Morskie Oko, Groń – szczyt u północnych podnóży głównego grzbietu Gorców. Znajduje się w bocznym ramieniu odbiegającym od Wichrów w północno-wschodnim kierunku. Grzbiet ten oddziela dolinę potoku Olszówka od doliny Porębianki Kolejno znajdują się w nim: Krzyżowa (778 m), Ostra (765 m) i Morskie Oko, dla którego mapa Geoportalu podaje wysokość 768 m.
Morskie Oko znajduje się w większości w obrębie miejscowości Olszówka. Wierzchołek jest porośnięty lasem, ale duża część stoków jest bezleśna, zajęta przez pola należące do Olszówki i Poręby Wielkiej. Nie prowadzi przez niego żaden znakowany szlak turystyczny.